# Kasungu
Kasungu   este un oraș situat în partea de vest a statului Malawi. Este reședința  districtului  omonim. Conform unor statistici oficiale din anul 2008, localitatea avea o populație de 39.640 locuitori.